# Nannocharax ansorgii
Nannocharax ansorgii är en fiskart som beskrevs av Boulenger, 1911. Nannocharax ansorgii ingår i släktet Nannocharax och familjen Distichodontidae. IUCN kategoriserar arten globalt som livskraftig. Inga underarter finns listade i Catalogue of Life.